# Władysław Byrka
Władysław Byrka (4. června 1878, Sambir, Rakousko-Uhersko – 27. září 1945, Edinburgh, Spojené království) byl polský právník, ekonom a politik druhé polské republiky.

## Životopis
V letech 1917–1918 byl pracovník na ministerstvu státní pokladny Rakousko-Uherské říše. Po získání polské nezávislosti byl Byrka vedoucí ministerstva státní pokladny ve vládě Jędrzeje Moraczewského, roku 1920 se stal náměstkem ministra téhož resortu. Téhož roku se stal ředitelem Polského národního fondu pro úvěry a ředitel městského kreditního oddělení v Krakově.
Roku 1922 se stal poslancem Sejmu za lidovou stranu, v roce 1928 se stal členem Bezpartijního bloku pro spolupráci s vládou. Byl předsedou parlamentního výboru pro rozpočet (1922–1927), předsedou parlamentního výboru na straně příjmů (1928–1930), v letech 1935–1938 vicemaršálek Sejmu.
Do roku 1941 byl Byrka ředitel polské banky, kde protestoval proti devalvaci zlotého. Po útoku Třetí říše na Polsko v září 1939 odešel Byrka do Paříže a roku 1940 do Londýna. Do roku 1941 byl předsedou polské exilové vlády. Jeho následníkem v postu předsedy polské banky se stal Bohdan Winiarski.